# Eudorylas quadratus
Eudorylas quadratus är en tvåvingeart som först beskrevs av Hardy 1949.  Eudorylas quadratus ingår i släktet Eudorylas och familjen ögonflugor. Inga underarter finns listade i Catalogue of Life.